# 15 de março
15 de março é o 74.º dia do ano no calendário gregoriano (75.º em anos bissextos). Faltam 291 dias para acabar o ano.

## Eventos

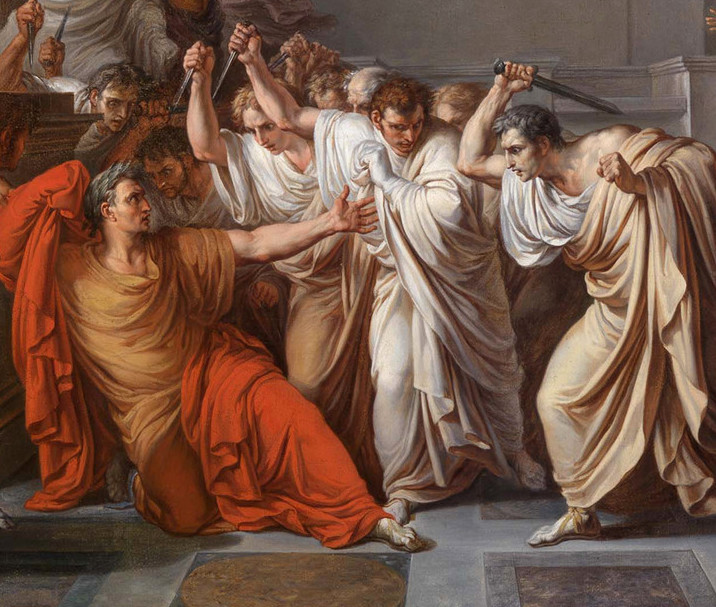
44 a.C.: Assassinato do ditador Júlio César

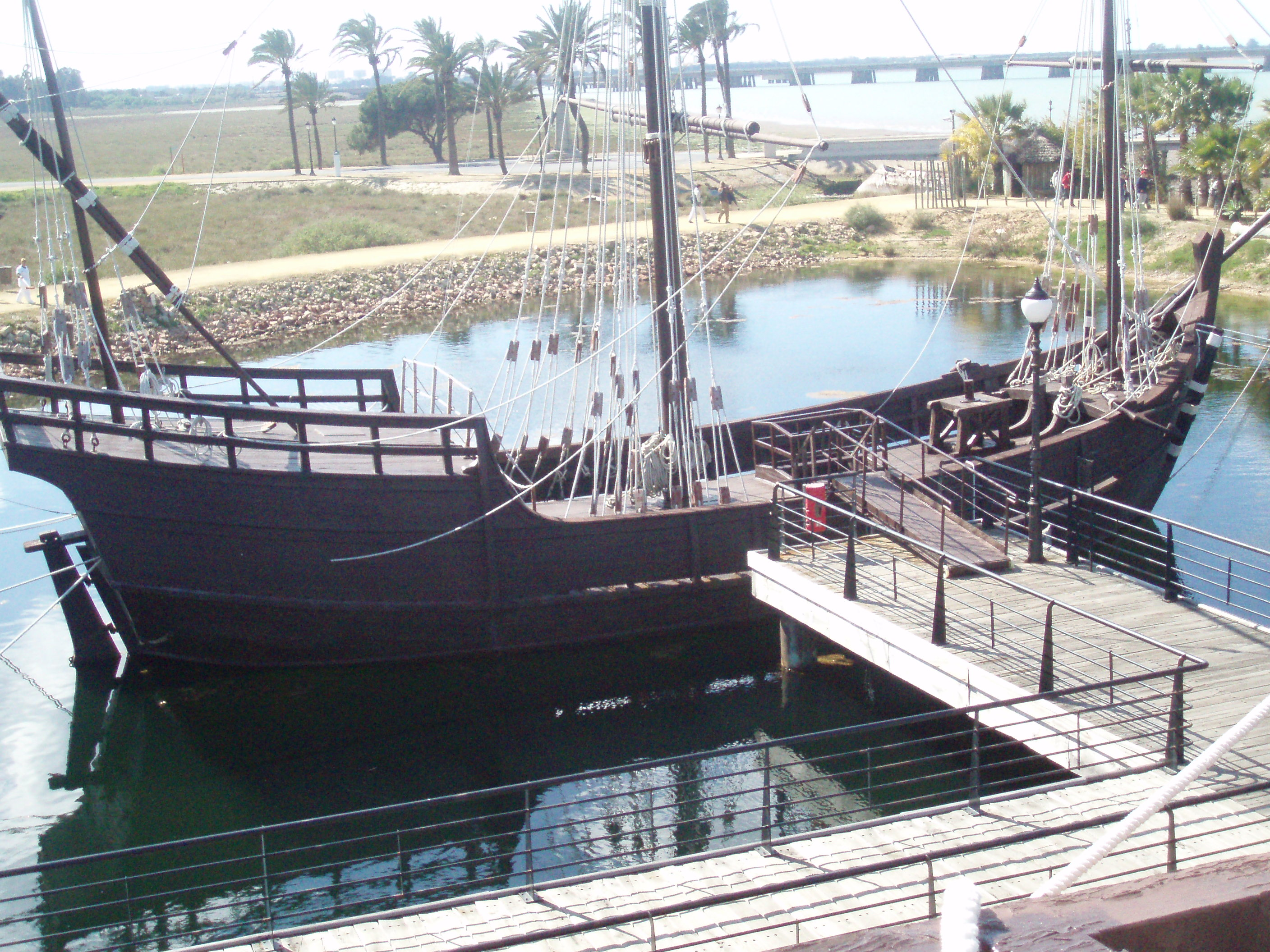
1493: Réplica da caravela "La Niña"

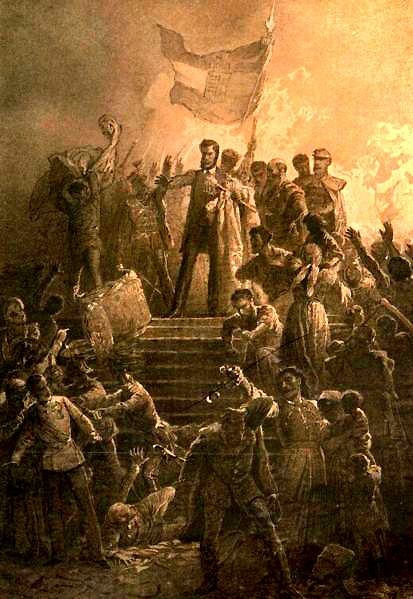
1848: Uma revolução eclode na Hungria

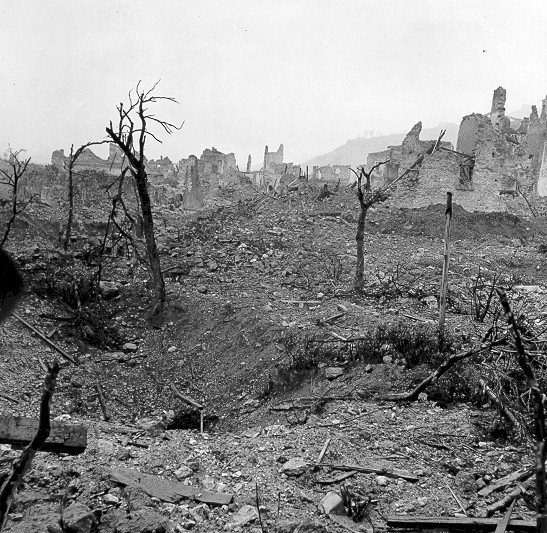
1944: Ruínas da cidade após a Batalha de Monte Cassino

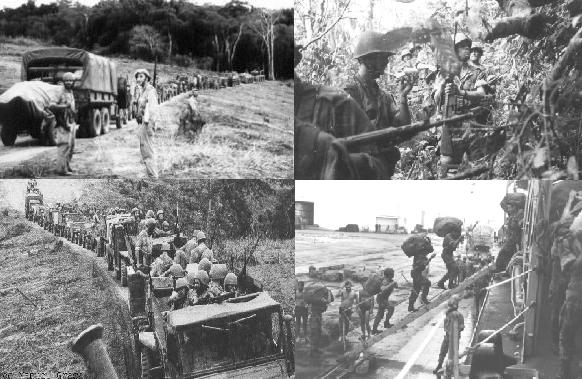
1961: Início da luta armada pela independência de Angola

- 474 a.C. — Cônsul romano Aulo Mânlio Vulsão celebra uma ovação por concluir a guerra contra os veios e garantir uma trégua de quarenta anos.
- 45 a.C. — César obtém sua última vitória sobre os exércitos de Pompeu, derrotando os filhos do grande general, Sexto e Cneu em Munda.
- 44 a.C. — Júlio César, ditador da República Romana desde 49 a.C, é esfaqueado até a morte por Marco Júnio Bruto, Caio Cássio Longino, Décimo Júnio Bruto Albino e vários outros senadores romanos nos Idos de março.
- 0221 — China dividida em Três Reinos: Liu Bei, um senhor da guerra chinês e membro da casa imperial de Liu (Dinastia Han), declara-se imperador de Shu Han e afirma ser o imperador legítimo de toda a China, no entanto dois imperadores rivais se recusam a aceitar sua soberania e o país permanece dividido em Três Reinos.
- 0280 — China dividida em Três Reinos: Imperador Sun Hao da Dinastia de Wu Oriental se rende ao Imperador Sima Yan da Dinastia Jin. Sima Yan seria o imperador que reunificaria a China sob o trono de um único monarca.
- 0351 — Constâncio II eleva seu primo Galo a césar, e coloca-o no comando da parte oriental do Império Romano.
- 0493 — Odoacro, o primeiro rei da Itália após a queda do Império Romano do Ocidente, é morto por Teodorico, o Grande, rei dos ostrogodos, enquanto os dois reis festejavam juntos.
- 0856 — Miguel III, imperador romano-oriental (bizantino), derruba a regência de sua mãe, a imperatriz Teodora com apoio da nobreza bizantina.
- 1147 — D. Afonso Henriques conquista Santarém aos mouros.
- 1493 — Cristóvão Colombo retorna à Espanha depois de sua primeira viagem às Américas.
- 1545 — Primeira sessão do Concílio de Trento.
- 1564 — O imperador indiano Aquebar (da Dinastia Mogol),  abole o "jizya" (imposto per capita) para os súditos não-islâmicos.
- 1672 — O rei Carlos II da Inglaterra emite a Declaração Real de Indulgência, concedendo liberdade religiosa limitada a todos os cristãos.
- 1789 — Joaquim Silvério dos Reis entrega ao Visconde de Barbacena sua carta-denúncia contra a Inconfidência Mineira.
- 1811 — Guerra Peninsular: vitória das forças anglo-portuguesas contra as tropas francesas no Combate de Foz de Arouce.
- 1819 — O físico francês Augustin-Jean Fresnel ganha um concurso na Académie des Sciences em Paris, provando que a luz se comporta como uma onda. As integrais de Fresnel, ainda utilizadas para calcular padrões de ondas, silenciam os céticos que já apoiavam a teoria de partículas de Isaac Newton.
- 1848 — Uma revolução eclode na Hungria. Os governantes Habsburgos são obrigados a satisfazerem as exigências do partido reformista.
- 1874 — França e Vietnã assinam o Segundo Tratado de Saigon, reconhecendo também a plena soberania da França sobre a Cochinchina.
- 1905 — Revolucionários de Creta anunciam a reunificação da ilha com o resto da Grécia.
- 1916 — O presidente dos Estados Unidos Woodrow Wilson envia 12 mil soldados para o outro lado da fronteira mexicana em busca do rebelde e líder guerrilheiro Pancho Villa.
- 1917 — O Imperador Nicolau II da Rússia abdica em seu nome e de sua descendência ao trono da Rússia e seu irmão, o grão-duque, torna-se Tsar.
- 1921 — Mehmed Talat, o ex-grão-vizir do Império Otomano e arquiteto-chefe do genocídio armênio é assassinado em Berlim pelo jovem armênio Soghomon Tehlirian.
- 1922 — Depois do Egito ganhar a independência nominal do Reino Unido, Fuade I torna-se o rei do Egito.
- 1931 — O SS Viking explode no litoral da Terra Nova, matando 27 das 147 pessoas a bordo.
- 1939 — Segunda Guerra Mundial: tropas nazistas ocupam o que restava da Boêmia e da Morávia. A Checoslováquia deixa de existir.
- 1943 — Segunda Guerra Mundial: Terceira batalha de Carcóvia - os alemães retomam a cidade de Carcóvia dos exércitos soviéticos depois de um mordaz combate rua a rua.
- 1944 — Segunda Guerra Mundial: Batalha de Monte Cassino – A aviação dos Aliados bombardeia o monastério dominado pelos nazistas como preparativo para o posterior ataque de suas tropas.
- 1952 — O Acordo Militar Brasil-Estados Unidos é assinado.
- 1961
  - Ocorrem os ataques ao norte de Angola em 1961, a segunda e maior ação de início da Guerra de Independência de Angola.
  - África do Sul se retira da Comunidade das Nações.
- 1967
  - Toma posse no Brasil o presidente militar Artur Costa e Silva.
  - A "República dos Estados Unidos do Brasil" passa a ser denominada "República Federativa do Brasil".
- 1974 — Toma posse no Brasil o presidente militar Ernesto Geisel.
- 1975 — Ocorre a fusão dos estados brasileiros do Rio de Janeiro e da Guanabara.
- 1978 — Somália e Etiópia assinam uma trégua para acabar com a Guerra de Ogaden.
- 1979 — Toma posse no Brasil o presidente militar João Figueiredo.
- 1985 — José Sarney é empossado o primeiro presidente civil do Brasil após 21 anos de regime militar, assumindo o cargo depois que Tancredo Neves, eleito indiretamente, ficou seriamente doente no dia anterior.
- 1990
  - União Soviética anuncia que a declaração de independência da Lituânia não é válida.
  - Toma posse no Brasil o presidente Fernando Collor de Mello, o primeiro presidente eleito democraticamente após o regime militar.
- 1991 — Alemanha reunificada formalmente recupera plenamente a sua soberania, nos termos do Tratado Dois Mais Quatro, com as quatro forças de ocupação do pós-guerra (França, Reino Unido, Estados Unidos e União Soviética) renunciando a todos os direitos que detinham na Alemanha, inclusive a Berlim.
- 2001 — Três explosões destroem a Plataforma P-36 da Petrobras na Bacia de Campos.
- 2011 — Início da Guerra Civil Síria.
- 2015 — Manifestações contra a presidente Dilma Roussef ocorrem em 160 cidades brasileiras, com 3 000 000 de participantes.
- 2019
  - Pelo menos 49 pessoas morrem após ataques contra duas mesquitas em Christchurch, Nova Zelândia.
  - Início dos protestos em Hong Kong em 2019–2020.
  - Aproximadamente 1,4 milhão de jovens em 123 países entram em greve para protestar contra a mudança climática.
- 2022 — Início dos protestos no Sri Lanka em meio ao colapso econômico do país.

## Nascimentos

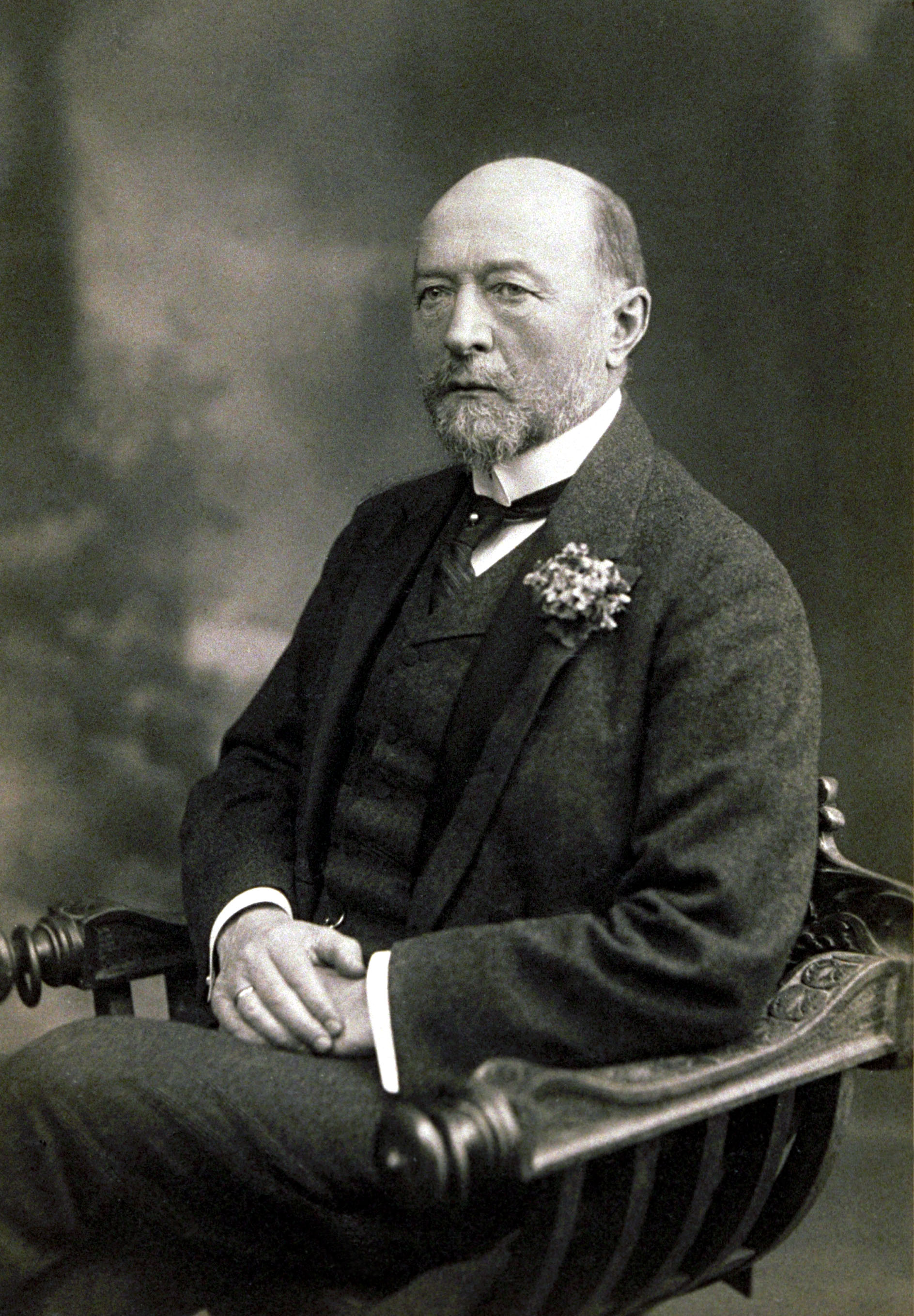
Emil von Behring

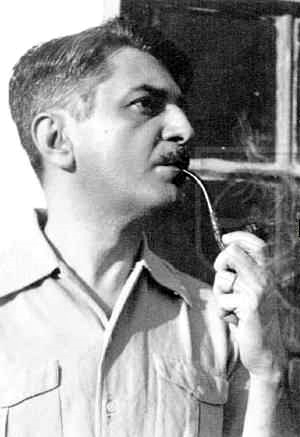
Gilberto Freyre

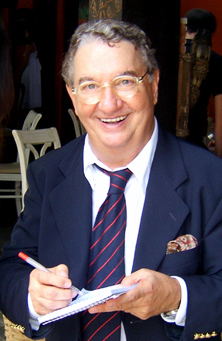
Caçulinha

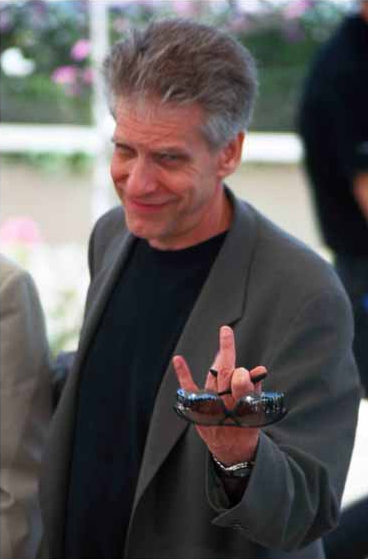
David Cronenberg

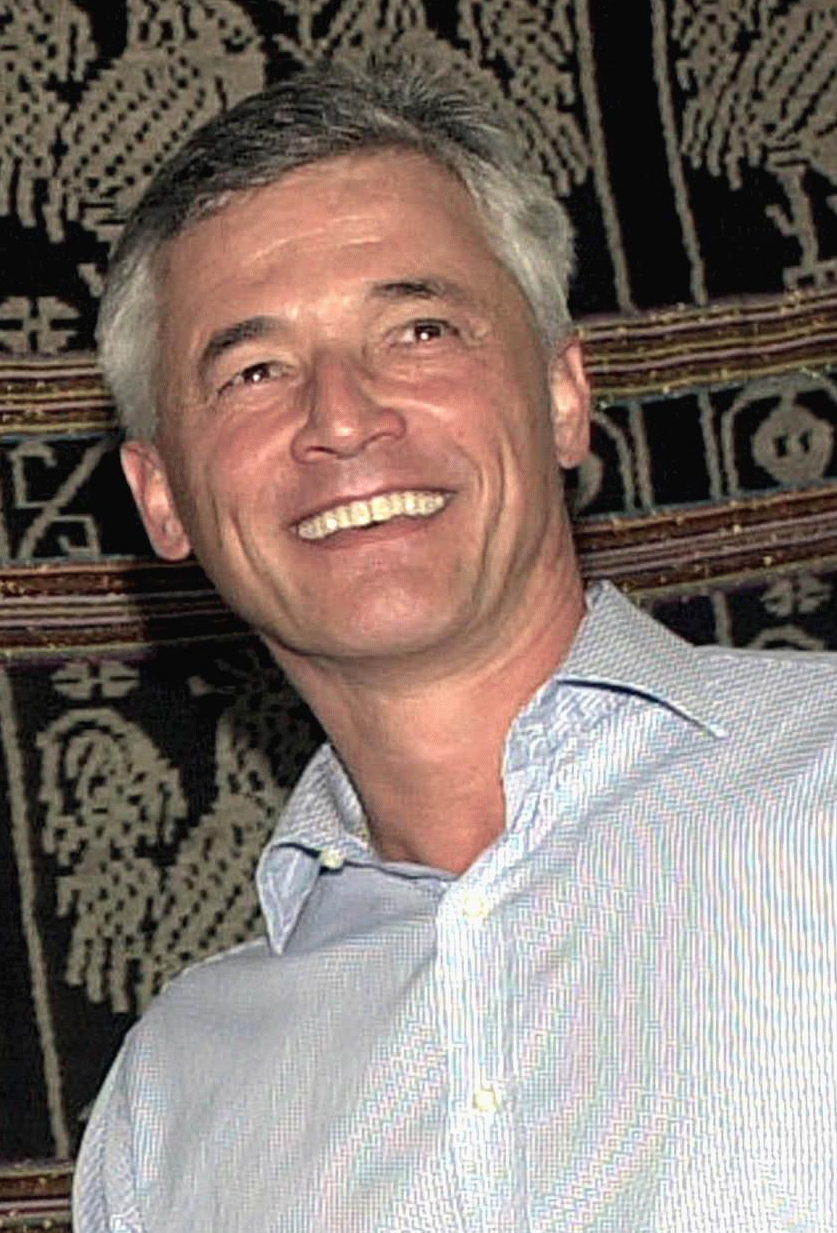
Sérgio Vieira de Mello

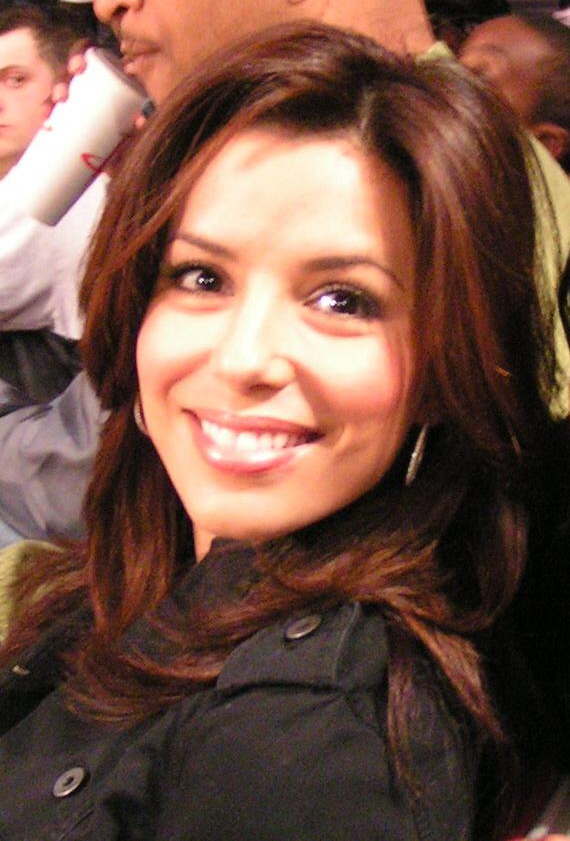
Eva Longoria

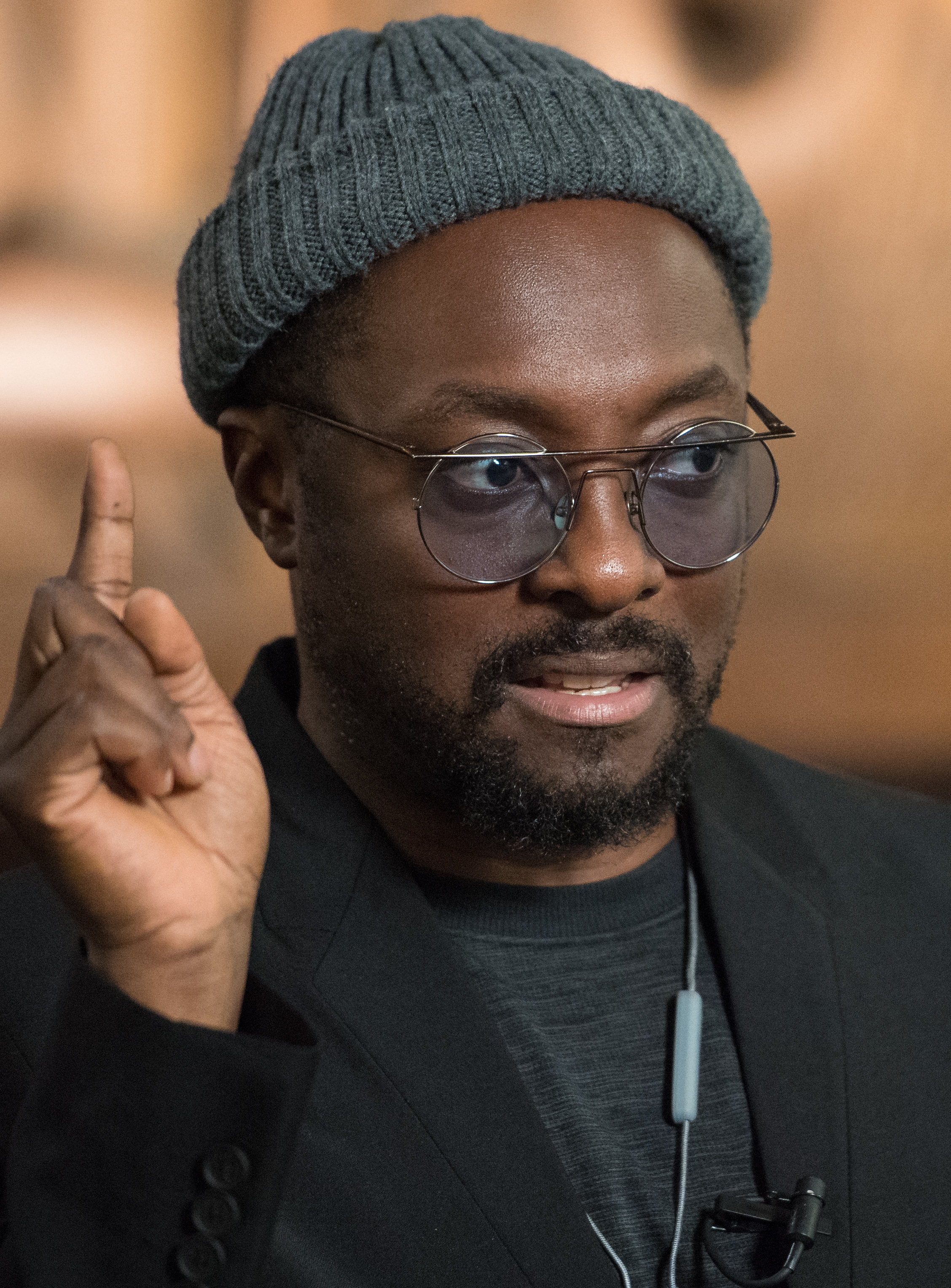
will.i.am

### Anteriores ao século XIX
- 0283 — Luzia de Siracusa, mártir cristã (m. 304).
- 1097 — Fujiwara no Tadamichi, nobre japonês (m. 1164).
- 1397 — Genebra de Cavalcanti, nobre italiana (m. 1435).
- 1407 — Jaime I de Baden-Baden (m. 1453).
- 1444 — Francesco Gonzaga, cardeal italiano (m. 1483).
- 1455 — Pietro Accolti, religioso italiano (m. 1532).
- 1493 — Anne de Montmorency, capitão e diplomata francês (m. 1567).
- 1513 — Edviges Jagelão, Eleitora de Brandemburgo (m. 1573).
- 1537 — Patrick Adamson, teólogo escocês (m. 1592).
- 1591 — Alexandre de Rhodes, missionário e lexicógrafo francês (m. 1660).
- 1638 — Shunzhi, imperador chinês (m. 1661).
- 1660 — Olof Olai Rudbeck, explorador e naturalista sueco (m. 1740).
- 1674 — Jean Barbeyrac, jurista francês (m. 1744).
- 1695 — António Francisco de Bragança, infante português (m. 1757).
- 1713 — Nicolas-Louis de Lacaille, astrônomo francês (m. 1762).
- 1720 — Filipe, Duque de Parma (m. 1765).
- 1738 — Cesare Beccaria, jurisfilósofo italiano (m. 1794).
- 1754 — Archibald Menzies, cirurgião e botânico britânico (m. 1842).
- 1767 — Andrew Jackson, general, juiz e político americano (m. 1845).
- 1779 — William Lamb, 2.º Visconde Melbourne, político britânico (m. 1848).
- 1790 — Ludwig Immanuel Magnus, matemático e acadêmico alemão (m. 1861).

### Século XIX
- 1806 — Elisiário Antônio dos Santos, militar brasileiro (m. 1883).
- 1809
  - Joseph Jenkins Roberts, historiador e político liberiano (m. 1876).
  - Karl Josef von Hefele, bispo e teólogo alemão (m. 1893).
- 1813 — John Snow, médico e epidemiologista britânico (m. 1858).
- 1821 — Johann Josef Loschmidt, físico e químico austríaco (m. 1895).
- 1824 — Julio Chevalier, padre francês (m. 1907).
- 1825 — Charles Arendt, arquiteto luxemburguês (m. 1910).
- 1830
  - Paul Heyse, escritor, poeta e dramaturgo alemão, ganhador do Prêmio Nobel (m. 1914).
  - Élisée Reclus, geógrafo e acadêmico francês (m. 1905).
  - Henrique Alves de Mesquita, músico brasileiro (m. 1906).
- 1831 — Daniel Comboni, missionário e santo italiano (m. 1881).
- 1835 — Eduard Strauss, compositor e maestro austríaco (m. 1916).
- 1851
  - John Sebastian Little, advogado e político americano (m. 1916).
  - Carolina Michaëlis, filóloga portuguesa (m. 1925).
- 1852 — Isabella Augusta Gregory, dramaturga e tradutora anglo-irlandesa (m. 1932).
- 1854 — Emil Adolf von Behring, fisiologista e médico alemão, ganhador do Prêmio Nobel (m. 1917).
- 1857 — Christian Michelsen, empresário e político norueguês (m. 1925).
- 1858 — Liberty Hyde Bailey, botânico e acadêmico americano (m. 1954).
- 1860
  - Waldemar Haffkine, bacteriologista e microbiologista russo-suíço (m. 1930).
  - Cirilo de Paula Freitas, religioso brasileiro (m. 1947).
- 1868
  - Grace Chisholm Young, matemática britânica (m. 1944).
  - Oto Boehm, político brasileiro (m. 1923).
- 1869 — Stanisław Wojciechowski, acadêmico e político polonês (m. 1953).
- 1874 — Henrique Castriciano, escritor e político brasileiro (m. 1947).
- 1877 — Arthur Sperry Pearse, zoólogo estado-unidense (m. 1956).
- 1878
  - Reza Xá Pahlavi, rei iraniano (m. 1944).
  - Fernando de Melo Viana, político brasileiro (m. 1954).
- 1880
  - José da Costa Nunes, religioso português (m. 1976).
  - Olivo Carnasciali, político brasileiro (m. 1951).
- 1882 — Júlio Prestes, político brasileiro (m. 1946).
- 1885 — Henrique Fontes, político brasileiro (m. 1966).
- 1886 — Vladimir Burliuk, pintor e ilustrador ucraniano-grego (m. 1917).
- 1887
  - Marjorie Merriweather Post, empresária e filantropa americana (m. 1973).
  - Lütfi Kırdar, médico e político turco (m. 1961).
- 1890
  - Boris Delaunay, matemático e montanhista russo (m. 1980).
  - Trajano de Barros Camargo, engenheiro e industrial brasileiro (m. 1930).
  - Eduard Hoesch, diretor de fotografia austríaco (m. 1983).
- 1892 — Charles Nungesser, aviador francês (m. 1927).
- 1897 — Jackson Scholz, atleta americano (m. 1986).
- 1899
  - Margot Moe, patinadora artística norueguesa (m. 1988).
  - Arie Bieshaar, futebolista neerlandês (m. 1965).
- 1900
  - Gilberto Freyre, sociólogo, antropólogo, historiador e escritor brasileiro (m. 1987).
  - Kenji Tomiki, mestre japonês (m. 1979).

### Século XX

#### 1901–1950
- 1902
  - Carla Porta Musa, escritora, poetista e ensaísta italiana (m. 2012).
  - Robert H. Park, engenheiro estado-unidense (m. 1994).
- 1903
  - Robert Kühner, micologista francês (m. 1996).
  - Ivens Bastos de Araújo, político brasileiro (m. 1967).
  - Julius Hjulian, futebolista sueco (m. 1974).
- 1904 — George Brent, ator irlandês-americano (m. 1979).
- 1907 — Zarah Leander, atriz e cantora sueca (m. 1981).
- 1908 — Juan López Fontana, treinador de futebol uruguaio (m. 1983).
- 1910
  - Carvalho Pinto, político brasileiro (m. 1987).
  - Joop van Nellen, futebolista neerlandês (m. 1992).
- 1911
  - Afrânio Coutinho, educador e escritor brasileiro (m. 2000).
  - Wilhelm Mohnke, militar alemão (m. 2001).
- 1912 — Lightnin' Hopkins, cantor, compositor e violonista americano (m. 1982).
- 1913
  - Macdonald Carey, ator americano (m. 1994).
  - Jack Fairman, automobilista britânico (m. 2002).
  - Luís Antônio da Gama e Silva, jurista brasileiro (m. 1979).
- 1915 — Caterina Boratto, atriz italiana (m. 2010).
- 1916
  - Harry James, trompetista, líder de banda e ator americano (m. 1983).
  - Blas de Otero, poeta espanhol (m. 1979).
- 1917 — Hans Ramberg, geólogo sueco (m. 1998).
- 1918 — Nivaldo Monte, religioso brasileiro (m. 2006).
- 1919
  - Lawrence Tierney, ator estado-unidense (m. 2002).
  - José Maria Pires, religioso brasileiro (m. 2017).
- 1920
  - Edward Donnall Thomas, médico e acadêmico americano, ganhador do Prêmio Nobel (m. 2012).
  - Lawrence Sanders, escritor estado-unidense (m. 1998).
  - Bohumil Kudrna, canoísta tcheco (m. 1991).
- 1921 — Maria Dolores Segarra, religiosa espanhola (m. 1959).
- 1922
  - Nino Bibbia, piloto de skeleton e bobsleigh italiano (m. 2013).
  - Karl-Otto Apel, filósofo alemão (m. 2017).
- 1924 — Aldo Andreotti, matemático italiano (m. 1980).
- 1925 — Sérgio Cardoso, ator brasileiro (m. 1972).
- 1927
  - Yoshihide Shinzato, mestre de caratê japonês (m. 2008).
  - Al Herman, automobilista norte-americano (m. 1960).
- 1928
  - Marcelo Van, religioso vietnamita (m. 1959).
  - Kerson Huang, físico chinês (m. 2016).
- 1929 — Cecil Taylor, pianista estado-unidense (m. 2018).
- 1930
  - Zhores Alferov, físico e acadêmico russo-bielorrusso, ganhador do Prêmio Nobel (m. 2019).
  - Martin Karplus, químico estado-unidense (m. 2024).
  - Kostas Nestoridis, futebolista e treinador de futebol grego (m. 2023).
- 1931
  - Gelson Cláudio, político brasileiro (m. 1997).
  - D. J. Fontana, músico estado-unidense (m. 2018).
- 1932 — Alan Bean, capitão, aviador e astronauta estado-unidense (m. 2018).
- 1933
  - Philippe de Broca, ator, diretor e roteirista francês (m. 2004).
  - Fernando Joaquim Carneiro, jornalista português (m. 2006).
  - Ruth Bader Ginsburg, advogada e juíza estado-unidense (m. 2020).
- 1935
  - Judd Hirsch, ator estado-unidense.
  - Jimmy Swaggart, pastor e apresentador de televisão americano.
- 1936 — Paul Fierlinger, animador estado-unidense.
- 1937 — Marcus Raichle, neurologista e fisiologista americano.
- 1938
  - Charles Lloyd, saxofonista e flautista americano.
  - Luiz Carlos Maciel, escritor, jornalista e roteirista brasileiro (m. 2017).
  - Dick Higgins, compositor, poeta e tipógrafo britânico (m. 1998).
- 1939
  - Ted Kaufman, engenheiro e político estado-unidense.
  - Arkady Luxemburg, pianista e compositor ucraniano.
- 1940
  - Caçulinha, multi-instrumentista e compositor brasileiro (m. 2024).
  - Frank Gordon Dobson, político britânico (m. 2019).
  - Phil Lesh, baixista americano (m. 2024).
  - Jacob Palis, matemático brasileiro.
  - Jacques Hustin, cantor e compositor belga (m. 2009).
  - Jack Whyte, escritor britânico (m. 2021).
- 1941
  - Içami Tiba, médico, escritor e apresentador de televisão brasileiro (m. 2015).
  - Mike Love, cantor, compositor e músico estado-unidense.
- 1942
  - Montserrat Figueras, soprano espanhola (m. 2011).
  - The Iron Sheik, lutador e ator iraniano-americano (m. 2023).
- 1943 — David Cronenberg, ator, diretor e roteirista canadense.
- 1944
  - Sly Stone, cantor, compositor, músico e produtor estado-unidense.
  - Chi Cheng, atleta e política taiwanesa.
  - Emmerich Danzer, ex-patinador artístico austríaco.
- 1945
  - Ivan Manoel de Oliveira, ex-futebolista brasileiro.
  - Rosa Miyake, apresentadora de televisão, cantora e atriz brasileira.
- 1946 — Bobby Bonds, jogador e treinador de beisebol americano (m. 2003).
- 1947
  - Ry Cooder, cantor, compositor, guitarrista e produtor estado-unidense.
  - Jean-Claude Nallet, atleta francês (m. 2023).
- 1948
  - Kate Bornstein, escritora e ativista americana.
  - Sérgio Vieira de Mello, diplomata brasileiro (m. 2003).
  - Dimbi Tubilandu, futebolista congolês (m. 2021).
  - Cláudio Mortari, ex-jogador e treinador de basquete brasileiro.
- 1950
  - Kurt Koch, cardeal suíço.
  - Paulo Paim, político brasileiro.

#### 1951–2000
- 1952
  - Willy Puchner, fotógrafo e desenhista austríaco.
  - Guti Fraga, ator e diretor de teatro brasileiro.
- 1953
  - Christian Lopez, ex-futebolista francês.
  - Heather Graham Pozzessere, escritora estadunidense.
  - Kumba Yalá, educador e político guineense (m. 2014).
- 1954
  - Isobel Buchanan, soprano e atriz britânica.
  - François-Eric Gendron, ator francês.
- 1955
  - Dee Snider, cantor, compositor e ator estado-unidense.
  - Eliana Guttman, atriz brasileira.
  - Caio Fábio, religioso e escritor brasileiro.
  - Steve Lillywhite, produtor musical britânico.
- 1956
  - Gilberto Yearwood, ex-futebolista e treinador de futebol hondurenho.
  - Janet Thompson, ex-patinadora artística britânica.
  - Oswaldo Montenegro, músico brasileiro.
- 1957
  - Joaquim de Almeida, ator luso-americano.
  - David Silverman, animador, diretor e roteirista americano.
  - Abel Ribeiro, ex-futebolista e treinador de futebol brasileiro.
  - Mary Carillo, ex-tenista norte-americana.
  - Víctor Muñoz, ex-futebolista e treinador de futebol espanhol.
  - Juan José Ibarretxe, político espanhol.
- 1958
  - Cíntia Moscovich, escritora e jornalista brasileira.
  - Nelson Nadotti, cineasta e escritor brasileiro.
- 1959
  - Harold Baines, ex-jogador e treinador de beisebol americano.
  - Renny Harlin, diretor e produtor finlandês.
  - Eliot Teltscher, ex-tenista americano.
- 1960
  - Mike Pagliarulo, ex-jogador e treinador de beisebol americano.
  - Phil Walsh, futebolista e treinador de futebol australiano (m. 2015).
- 1961
  - Sabine Baeß, ex-patinadora artística alemã.
  - Wavel Ramkalawan, político seichelense.
- 1962
  - Markus Merk, ex-árbitro de futebol alemão.
  - Josele Garza, ex-automobilista mexicano.
  - Terence Trent D'Arby, cantor e compositor estado-unidense.
- 1963
  - Robert Kołakowski, político polonês.
  - Bret Michaels, cantor, compositor, guitarrista e ator estado-unidense.
  - Sérgio Sessim, político brasileiro.
- 1964
  - Rockwell, cantor, compositor e músico americano.
  - Thales Guaracy, escritor e jornalista brasileiro.
  - Fernando De Napoli, ex-futebolista italiano.
- 1965 — Svetlana Medvedeva, economista russa.
- 1966 — Henrique Arlindo Etges, ex-futebolista brasileiro.
- 1967 — Naoko Takeuchi, artista de mangá japonesa.
- 1968
  - Mark McGrath, cantor, compositor e apresentador de televisão estado-unidense.
  - Sabrina Salerno, cantora, compositora, atriz e produtora italiana.
  - Kahimi Karie, cantora japonesa.
- 1969
  - Kim Raver, atriz estado-unidense.
  - Timo Kotipelto, músico finlandês.
  - Apollo Papathanasio, músico sueco.
  - John Ene Okon, futebolista e treinador de futebol nigeriano (m. 2016).
  - Gianluca Festa, ex-futebolista e treinador italiano.
  - Monica Dolan, atriz britânica.
- 1970 — Christine Anu, cantora australiana.
- 1971
  - Euller, ex-futebolista brasileiro.
  - Joachim Björklund, ex-futebolista sueco.
- 1972
  - Mark Hoppus, cantor, compositor, baixista e produtor estado-unidense.
  - Mike Tomlin, ex-jogador e treinador de futebol americano estado-unidense.
  - Constantino de Liechtenstein (m. 2023).
  - Valdir Bigode, ex-futebolista e treinador de futebol brasileiro.
- 1973
  - Niki, ex-futebolista uruguaio.
  - Luís Vidigal, ex-futebolista e treinador de futebol português.
  - Maria Mariana, atriz e roteirista brasileira.
  - Agustín Aranzábal, ex-futebolista espanhol.
- 1974
  - Percy Montgomery, ex-jogador de rugbynamibiano.
  - Anders Andersson, ex-futebolista sueco.
  - Imad Baba, ex-futebolista estado-unidense.
  - Lílian Moisés, cantora brasileira.
  - Jia Zhanbo, atirador esportivo chinês.
- 1975
  - Eva Longoria, atriz e produtora estado-unidense.
  - will.i.am, rapper, produtor e ator estado-unidense.
  - Pierre Njanka, ex-futebolista camaronês.
  - Veselin Topalov, enxadrista búlgaro.
  - Alex Mineiro, ex-futebolista brasileiro.
  - Adrian Iencsi, ex-futebolista e treinador de futebol romeno.
  - Marco Villaseca, ex-futebolista chileno.
- 1977
  - Joe Hahn, DJ, produtor e diretor estadunidense.
  - Timmy Pettersson, ex-jogador de hóquei no gelo sueco.
  - Brian Tee, ator, produtor e roteirista nipo-estado-unidense.
  - Karol Kisel, ex-futebolista tcheco.
- 1978 — Marianna Armellini, atriz brasileira.
- 1979
  - Richard Iwai, ex-futebolista vanuatuense.
  - Kevin Youkilis, ex-jogador de beisebol e olheiro estado-unidense.
  - Pollyanna McIntosh, modelo e atriz britânica.
  - Magnus Bahne, ex-futebolista finlandês.
- 1980
  - Douglas Silva, ex-futebolista brasileiro.
  - Jimmy Radafison, ex-futebolista malgaxe.
  - Claudiney Rincón, futebolista brasileiro (m. 2013).
  - Hugo Notario, ex-futebolista argentino.
- 1981
  - Young Buck, rapper, produtor e ator estado-unidense.
  - Mikael Forssell, ex-futebolista teuto-finlandês.
  - Viktoria Karpenko, ex-ginasta ucraniana.
  - Tamás Hajnal, ex-futebolista húngaro.
  - Veronica Maggio, cantora e compositora sueca.
- 1982
  - Mohammad Khouja, ex-futebolista saudita.
  - Wilson Kipsang, maratonista queniano.
  - Pablo Calandria, ex-futebolista argentino.
- 1983
  - Sean Biggerstaff, ator britânico.
  - Umut Bulut, ex-futebolista turco.
  - Jessica Wittner, astronauta norte-americana.
  - Jeremías Caggiano, ex-futebolista argentino.
  - Jean-Jacques Gosso, ex-futebolista marfinense.
  - Florencia Bertotti, atriz argentina.
  - Daryl Murphy, ex-futebolista irlandês.
  - Eva Ekvall, modelo e apresentadora venezuelana (m. 2011).
- 1984
  - Anicet Adjamossi, ex-futebolista beninense.
  - Medhi Lacen, ex-futebolista argelino.
  - Assan Jatta, ex-futebolista gambiano.
  - Samvel Melkonyan, ex-futebolista armênio.
- 1985
  - Eva Amurri, atriz estado-unidense.
  - Jacob Tamme, jogador de futebol americano estado-unidense.
  - James Maclurcan, ator australiano.
  - Javier Garrido, ex-futebolista espanhol.
  - Kellan Lutz, ator estado-unidense.
- 1986
  - Amanda Ramalho, jornalista brasileira.
  - Nicolás Crovetto, futebolista chileno.
  - Raffaele Schiavi, ex-futebolista italiano.
  - Megumi Kamionobe, futebolista japonesa.
  - Jai Courtney, ator australiano.
- 1987
  - Nauris Bulvītis, ex-futebolista letão.
  - Ivan Vargić, futebolista croata.
  - Andrés Túñez, futebolista venezuelano.
- 1988
  - Alexander Sims, automobilista britânico.
  - Jukka Lehtovaara, ex-futebolista finlandês.
  - Andrés Molteni, tenista argentino.
- 1989
  - Sam Baldock, futebolista britânico.
  - Gil Roberts, velocista americano.
  - Adrien Silva, futebolista português.
  - Sandro, futebolista brasileiro.
  - Emmy, cantora albanesa (m. 2011).
  - Héctor Canteros, futebolista argentino.
- 1990
  - Fernando Saucedo, futebolista boliviano.
  - Felix Wiedwald, ex-futebolista alemão.
- 1991
  - Xavier Henry, ex-jogador de basquete americano.
  - Rabiu Ibrahim, futebolista nigeriano.
  - Nigel Ng, comediante malaio-britânico.
- 1992
  - Thiago Mendes, futebolista brasileiro.
  - Renzo Olivo, tenista argentino.
- 1993
  - Alia Bhatt, atriz britânica.
  - Brenno Leone, ator, músico e modelo brasileiro.
  - Paul Pogba, futebolista francês.
  - Bia Arantes, atriz e modelo brasileira.
  - Aleksandra Krunić, tenista sérvia.
  - Diego Carlos, futebolista brasileiro.
- 1994
  - Álvaro Medrán, futebolista espanhol.
  - Georgia Taylor-Brown, triatleta britânica.
  - Fabrizio Angileri, futebolista argentino.
- 1995
  - Serginho, futebolista brasileiro.
  - Kalidiatou Niakaté, handebolista francesa.
- 1996
  - Levin Öztunalı, futebolista alemão.
  - Maxwell Jacob Friedman, lutador profissional norte-americano.
- 1998 — Juan Paiva, ator brasileiro.
- 1999 — Matt Macdonald, remador neozelandês.
- 2000
  - Vitinha, futebolista português.
  - Mick van Dijke, ciclista neerlandês.

## Mortes

### Anteriores ao século XIX
- 44 a.C. — Júlio César, general e estadista romano (n. 100 a.C.).
- 0220 — Cao Cao, general, senhor da guerra e estadista chinês (n. 155).
- 0493 — Odoacro, soldado romano (n. 435).
- 0963 — Romano II, imperador bizantino (n. 938).
- 1190 — Isabel de Hainaut, rainha consorte da França (n. 1170).
- 1311 — Gualtério V de Brienne, duque de Atenas (n. 1275).
- 1387 — Joana de Armagnac, duquesa de Berry (n. 1346).
- 1536 — Pargalı Ibrahim Paxá, político otomano (n. 1493).
- 1558 — Sá de Miranda, poeta português (n. 1481).
- 1614 — Hendrik de Smet, médico flamengo (n. 1537).
- 1628 — John Bull compositor e músico inglês (n. 1562).
- 1644 — Luísa Juliana de Orange-Nassau, condessa de Nassau (n. 1576).
- 1660 — Luísa de Marillac, educadora, religiosa e santa francesa (n. 1591).
- 1673 — Salvator Rosa, pintor, poeta, ator e músico italiano (n. 1615).
- 1711 — Eusebio Francisco Kino, padre e missionário italiano (n. 1644).
- 1800 — Caetano da Silva Sanches, administrador colonial português (n. ?).

### Século XIX
- 1820 — Clemente Maria Hofbauer, padre e santo austríaco (n. 1751).
- 1833 — Kurt Sprengel, médico e botânico alemão (n. 1766).
- 1842 — Luigi Cherubini, compositor e teórico italiano (n. 1760).
- 1847 — Vargas de Bedemar, escritor, aventureiro, geólogo e geógrafo alemão (n. 1770).
- 1849 — Giuseppe Mezzofanti, cardeal e linguista italiano (n. 1774).
- 1850 — José Pereira de Araújo Neves, político brasileiro (n. 1814).
- 1851 — Ferdinand von Rohr, militar prussiano (n. 1783).
- 1857 — João Carlos Pardal, militar e político brasileiro (n. 1792).
- 1860 — José Martiniano Pereira de Alencar, jornalista e político brasileiro (n. 1794).
- 1876 — Henri Nicolas Vinet, pintor e desenhista francês (n. 1817).
- 1886 — Edward Tuckerman, botânico estado-unidense (n. 1817).
- 1891 — Joseph Bazalgette, engenheiro e acadêmico britânico (n. 1819).
- 1892 — Hipólito Boaventura Carón, pintor brasileiro (n. 1862).
- 1894 — Amédeé Pauwels, anarquista belga (n. 1864).
- 1897 — James Joseph Sylvester, matemático e acadêmico britânico (n. 1814).
- 1898
  - Henry Bessemer, engenheiro e empresário britânico (n. 1813).
  - Benjamin Mountfort, arquiteto britânico (n. 1825).
- 1900
  - Caetano de Andrade Albuquerque de Bettencourt, político português (n. 1844).
  - Elwin Bruno Christoffel, matemático alemão (n. 1829).
  - Joaquim de Sousa Leão, fazendeiro brasileiro (n. 1867).

### Século XX
- 1902 — Custódio de Melo, militar e político brasileiro (n. 1840).
- 1905 — Adolphe Boucard, ornitólogo francês (n. 1839).
- 1906 — Esperidião Elói de Barros Pimentel, político brasileiro (n. 1824).
- 1910 — Antônio Manuel de Castilho Brandão, bispo brasileiro (n. 1849).
- 1912 — Cesare Arzelà, matemático italiano (n. 1847).
- 1913 — Yechiel Michel Pines, rabino, escritor e sionista russo (n. 1824).
- 1917 — Rafael Faraco, político brasileiro (n. 1832).
- 1918
  - Lili Boulanger, compositora francesa (n. 1893).
  - George Alexander, ator e diretor de teatro britânico (n. 1858).
- 1921 — Mehmed Talat, político otomano (n. 1874).
- 1922 — Abdon Batista, político brasileiro (n. 1851).
- 1924 — Wollert Konow, político norueguês (n. 1845).
- 1927 — Júlio de Mesquita, jornalista brasileiro (n. 1862).
- 1929 — Raimundo Pontes de Miranda, político brasileiro (n. 1868).
- 1933 — Gustavo Jiménez, coronel e político peruano (n. 1886).
- 1935 — Johan Ramstedt, político sueco (n. 1852).
- 1937 — H. P. Lovecraft, escritor de contos, editor e romancista estado-unidense (n. 1890).
- 1938
  - Aleksei Rykov, político soviético (n. 1881).
  - Guenrikh Yagoda, militar soviético (n. 1891).
  - Nikolai Bukharin, jornalista e político russo (n. 1888).
- 1939 — Luis Barceló, coronel espanhol (n. 1896).
- 1940 — Ferdinand Hellmesberger, violoncelista e maestro austríaco (n. 1863).
- 1941 — Alexej von Jawlensky, pintor russo-alemão (n. 1864).
- 1942 — Alexander von Zemlinsky, compositor e maestro austríaco (n. 1871).
- 1944 — Otto von Below, general prussiano (n. 1857).
- 1951 — Artemide Zatti, enfermeiro, religioso e santo ítalo-argentino (n. 1880).
- 1957 — Ernst Nobs, político suíço (n. 1886).
- 1959 — Lester Young, saxofonista e clarinetista estado-unidense (n. 1909).
- 1961 — Akiba Rubinstein, enxadrista polonês (n. 1882).
- 1962
  - Charles Bartliff, futebolista americano (n. 1886).
  - Arthur Holly Compton, físico e acadêmico americano, ganhador do Prêmio Nobel (n. 1892).
- 1966 — Abe Saperstein, jogador e treinador de basquete americano (n. 1902).
- 1968 — Manoel Alexandre Marcondes Machado, político brasileiro (n. 1877).
- 1970 — Arthur Adamov, dramaturgo francês (n. 1908).
- 1971
  - Jean-Pierre Monseré, ciclista belga (n. 1948).
  - Iwar Beckman, geneticista sueco (n. 1896).
- 1975 — Aristóteles Onassis, empresário greco-argentino (n. 1906).
- 1977 — Antonino Rocca, lutador e árbitro ítalo-americano (n. 1921).
- 1979 — Léonide Massine, bailarino e coreógrafo russo (n. 1896).
- 1980 — Octávio Brandão, ativista político e escritor brasileiro (n. 1896).
- 1981 — René Clair, ator e diretor de cinema francês (n. 1898).
- 1983
  - Coloman Braun-Bogdan, jogador e técnico de futebol romeno (n. 1905).
  - José Guiomard dos Santos, político brasileiro (n. 1907).
  - Rebecca West, escritora e crítica britânica (n. 1892).
- 1984 — Jacob C. Vouza, militar britânico (n. 1900).
- 1985 — Zé Fidélis, cantor, compositor e humorista brasileiro (n. 1910).
- 1989 — Atílio Fontana, empresário brasileiro (n. 1900).
- 1991
  - Bud Freeman, saxofonista, compositor e líder de banda americano (n. 1906).
  - George Sherman, cineasta estado-unidense (n. 1908).
- 1996 — Francis Joseph Murray, matemático estado-unidense (n. 1911).
- 1997 — Victor Vasarely, pintor húngaro-francês (n. 1906).
- 1998
  - Tim Maia, cantor e compositor brasileiro (n. 1942).
  - Benjamin Spock, pediatra e escritor estado-unidense (n. 1903).

### Século XXI
- 2001 — Ann Sothern, atriz e cantora americana (n. 1909).
- 2003 — Thora Hird, atriz britânica (n. 1911).
- 2004
  - John Pople, químico e acadêmico anglo-americano, ganhador do Prêmio Nobel (n. 1925).
  - William Hayward Pickering, cientista e engenheiro neozelandês-americano (n. 1910).
- 2005 — Otar Korkia, jogador e treinador de basquete georgiano (n. 1923).
- 2006
  - Josué Montello, escritor brasileiro (n. 1917).
  - Geórgios Rállis, tenente e político grego (n. 1918).
- 2007
  - Bowie Kuhn, advogado e empresário estado-unidense (n. 1926).
  - Stuart Rosenberg, diretor e produtor de cinema estado-unidense (n. 1927).
  - Charles Harrelson, assassino estado-unidense (n. 1938).
  - Sally Clark, advogada britânica (n. 1964).
- 2008
  - Mikey Dread, cantor, compositor e produtor jamaicano (n. 1954).
  - David Low, astronauta e engenheiro americano (n. 1956).
- 2009
  - Paulo Eduardo Andrade Ponte, religioso brasileiro (n. 1931).
  - Ron Silver, ator, diretor e produtor cinematográfico norte-americano (n. 1946).
- 2011
  - Nate Dogg, rapper norte-americano (n. 1969).
  - Smiley Culture, cantor e DJ britânico (n. 1963).
- 2013
  - James Bonk, químico e acadêmico americano (n. 1931).
  - Booth Gardner, empresário e político americano (n. 1936).
  - Shannon Larratt, editor canadense (n. 1973).
  - Masamichi Noro, lutador nipo-francês (n. 1935).
  - Felipe Zetter, futebolista mexicano (n. 1923).
- 2014 — Scott Asheton, baterista norte-americano (n. 1949).
- 2015
  - Akash Bashir, estudante e segurança paquistanês (n. 1994).
  - Mike Porcaro, baixista americano (n. 1955).
- 2016
  - John Ene Okon, futebolista e treinador de futebol nigeriano (n. 1969).
  - Seru Rabeni, jogador de rugby fijiano (n. 1978).
- 2019 — Márcia Real, atriz e dubladora brasileira (n. 1929).
- 2020
  - Affonso Arinos de Mello Franco, diplomata, escritor e político brasileiro (n. 1930).
  - Vittorio Gregotti, arquiteto italiano (n. 1927).
- 2021 — Yaphet Kotto, ator americano (n. 1939).
- 2022 — Eugene Parker, astrofísico estadunidense (n. 1927).
- 2023 — Theo de Barros, compositor, violonista, cantor e arranjador brasileiro (n. 1943).
- 2024
  - Paul Josef Cordes, cardeal alemão  (n. 1934).
  - Antônio Fernando Brochini, prelado brasileiro (n. 1946).

## Feriados e eventos cíclicos
- Dia Mundial dos Direitos do Consumidor
- Dia Internacional Contra a Violência Policial

### Brasil
- Dia da Escola
- Aniversário do município de Mossoró, no Rio Grande do Norte.

### Cristianismo
- Aristóbulo da Britânia
- Artemide Zatti
- Clemente Maria Hofbauer
- Longuinho
- Zebedeu

## Outros calendários
- A partir do século III a.C. marcava o dia do início das funções dos Cônsules anuais, investidura que depois passou para as calendas de janeiro, 1 de janeiro. Era um dia de importante reunião do Senado romano, e no ano 44 a.C., a entrada para a reunião foi o momento escolhido para executar a morte de Júlio César.
- No calendário gregoriano a epacta do dia é xvi.
- No calendário judaico, Purim nos seguintes anos (ao longo do século XXI): 2033, 2052, 2063, 2071 e 2082.
- No calendário litúrgico tem a letra dominical D para o dia da semana.
- No calendário romano era o dia dos Idos de março.